# 1776年哲學
1776年哲學事件  

## 著作
- 亚当·斯密， 《國富論》
- 托马斯·潘恩， 《常識》
- 美國獨立宣言

## 出生
- 2月14日 – 克里斯琴·戈特弗里德·丹尼尔·尼斯·冯埃森贝克，德國植物學家和自然哲學家，死於1858年。
- 5月4日 – 约翰·弗里德里希·赫尔巴特，德國哲學家，心理學家和教育家，死於1841年。
- 4月11日 – 杰羅姆·加洛特（英语：Jerome Inglott），马耳他哲學家，死於1835年。
- 8月4日 – 皮爾·西蒙·巴蘭切（英语：Pierre-Simon Ballanche），法國作家和哲學家，死於1847年。
- 8月16日 – 蒙爾多·萊奧帕爾迪（英语：Monaldo Leopardi），意大利哲學家，死於1847年。
- 8月23日 – 約瑟夫·洪尼格-朗斯基（英语：Josef Hoëné-Wronski），波蘭的法國哲學家、數學家、物理學家、發明家、律師、經濟學家，死於1853年。
- 10月6日 - 平田笃胤，日本作家、哲學家，死於1843年。
- 12月16日 – 約翰·威廉·裡特，德國物理學家和哲學家，死於1810年。

## 死亡
- 8月25日 - 大卫·休谟 ，生於1711年。